# Galliumhydroxid
Galliumhydroxid ist eine chemische Verbindung des Galliums aus der Gruppe der Hydroxide.

## Vorkommen
Galliumhydroxid kommt natürlich als Mineral Söhngeit vor.

## Gewinnung und Darstellung
Galliumhydroxid entsteht bei der Neutralisation von Gallium(III)-Salz-Lösungen. Galliumhydroxid-Hydrat fällt als Kuppelprodukt der Aluminiumgewinnung an.
{\displaystyle {\ce {GaCl3 + 3 NH4OH -> Ga(OH)3 v + 3 NH4Cl}}}

## Eigenschaften
Galliumhydroxid kommt entweder als farblose amorphe Masse oder als farblose orthorhombische und pseudokubische kristalline Substanz vor. Neben dem Galliumhydroxid kann auch Gallium(III)-oxid-monohydrat (GaO(OH) oder Ga2O3 • H2O) als weiteres Hydroxid des Galliums (Galliumoxidhydroxid) aufgefasst werden, welches beim längeren Erhitzen von Galliumhydroxid bei etwa 170 °C, durch Erhitzen auf 900 °C bei 50 kbar unter hydrothermalen Bedingungen oder langsam durch Alterung entsteht. Bei Erhitzung über 500 °C zersetzt es sich unter Bildung von Gallium(III)-oxid.
{\displaystyle \mathrm {2\ Ga(OH)_{3}{\xrightarrow {\triangle }}Ga_{2}O_{3}+3\ H_{2}O\uparrow } }
Galliumhydroxid kristallisiert im orthorhombischen Kristallsystem, Raumgruppe Pmn21 (Raumgruppen-Nr. 31), mit den Gitterparametern a = 7,487 Å, b = 7,438 Å und c = 7,496 Å. Jedes Galliumatom wird dabei von sechs Hydroxidionen oktaedrisch koordiniert, jede Hydroxidion bindet an zwei Galliumionen.

## Verwendung
Durch Reaktion mit Schwefelwasserstoff kann Gallium(III)-sulfid gewonnen werden.
{\displaystyle \mathrm {2\ Ga(OH)_{3}+3\ H_{2}S\longrightarrow Ga_{2}S_{3}+6\ H_{2}O} }